# 道徳感覚学派
道徳感覚学派（どうとくかんかく-がくは、英: moral sense school）とは、善悪判断に関して、「感覚」（sense、道徳感覚, moral sense）や「感情」（sentiment、道徳感情, moral sentiment）の働きを重視した、18世紀イギリスの倫理学（道徳哲学）者たちの総称。モラルセンス学派とも。
ジョン・ロックに教育を受けた第3代シャフツベリ伯爵に始まり、「道徳感覚理論」（moral sense theory）をまとめ上げたフランシス・ハッチソン、イギリス経験論の末席に列せられるデイヴィッド・ヒューム、そして『道徳感情論』（Theory of Moral Sentiments）を著した古典派経済学の祖・アダム・スミス等がここに含まれる。